# Limite (filme)
Limite é um filme brasileiro dirigido por Mário Peixoto, filmado em 1930 e apresentado pela primeira vez em 17 de maio de 1931, no Cinema Capitólio, localizado na Cinelândia, na cidade do Rio de Janeiro. Foi o único filme escrito e dirigido por Mário Peixoto.
As filmagens de Limite foram feitas no município de Mangaratiba na Fazenda Santa Justina, pertencente a Victor de Souza Breves, parente de Peixoto. O tema do filme é a passagem do tempo e a condição humana. O filme provocou polêmica durante as primeiras exibições, com inúmeros relatos de quebra-quebra durante exibições. Se transformou em um mito do cinema nacional durante o período que deixou de ser exibido. Sendo recuperado pela primeira vez apenas nos anos 70.
O longa gradativamente adquiriu o status de obra-prima do cinema nacional, principalmente devido ao teor inovador adotado por Peixoto na produção, além do valor histórico de ser um dos precursores do Cinema Brasileiro. Sendo considerado um dos primeiros filmes experimentais já realizados na América Latina, embora o termo ainda não estivesse em circulação na época.
Em maio de 2007 uma nova restauração da obra, dessa vez financiada pela World Cinema Foundation, organização do cineasta norte-americano Martin Scorsese, em parceria com a Cinemateca Brasileira foi apresentada na seção "Clássicos" do Festival de Cannes daquele ano. A restauração foi lançada oficialmente no Brasil apenas em novembro de 2011.
Em novembro de 2015 o filme atingiu o 1º lugar na lista dos 100 melhores filmes brasileiros de todos os tempos organizada pela Associação Brasileira de Críticos de Cinema (Abraccine).

## Sinopse
Em um pequeno barco à deriva, duas mulheres e um homem relembram seu passado recente. Uma das mulheres escapou da prisão; a outra estava desesperada; e o homem tinha perdido sua amante. Cansados, eles param de remar e se conformam com a morte, relembrando (através de flashbacks) as situações de seu passado. Eles não têm mais força ou desejo de viver e atingiram o limite de suas existências.

## Elenco
- Olga Breno...Mulher #1
- Taciana Rey...Mulher #2
- Raul Schnoor...Homem #1
- Brutus Pedreira...Homem #2 (as D.G. Pedrera)
- Carmen Santos...Mulher comendo fruta
- Mário Peixoto...Homem sentado no cemitério
- Edgar Brasil...Homem dormindo
- Iolanda Bernardes...Mulher na máquina de costura

## Detalhes da produção
A cena da fuga da prisão é mostrada em paralelo com uma inserção de The Adventurer, de Charles Chaplin, com o título “Carlitos encrencou a zona”, significando: Charlie estragou sua saída - onde a cabeça do condenado, com a tampa, surge justamente ao lado do guarda da prisão. A sequência é mostrada como um “filme-no-filme”, durante uma projeção em um cinema com um pianista proporcionando o acompanhamento para o filme mudo de Charles Chaplin.
Limite foi criado em um momento de transição do cinema mudo para o sonoro. Apresenta inovações em fotografia e montagem, além do fato de apresentar uma narração não linear. A partir do roteiro principal, o diretor  questiona “a passagem do tempo e a condição humana”.

## Lançamento
O filme foi lançado no Chaplin Clube, Rio de Janeiro, em 17 de outubro de 1931, para uma exibição especial em homenagem a Charlie Chaplin, que aparece brevemente no filme em uma inserção de O Aventureiro, de 1917.
Apesar de ter se tornado uma referência no cinema mundial, apresentou pouca repercussão no circuito cinematográfico da época e só voltou a ser exibido em alguns festivais, continuando, porém, a ser objeto de estudos e discussões. Em 1959, quando o filme começou a apresentar sinais de deterioração, Plinio Süssekind e Saulo Pereira de Mello iniciaram o trabalho de restauração, mas o filme só voltou a ser exibido em 1978.
Exibido em salas independentes ao longo dos anos, foi restaurado pela World Cinema Foundation em parceria com a Cinemateca Brasileira, sendo relançado nos dias 5 e 6 de novembro de 2011, no Auditório Ibirapuera, em São Paulo. Foi apresentado, então, com trilha sonora do norueguês Bugge Wesseltoft. Wesseltoft veio ao país para tocar ao vivo durante a primeira exibição no palco do Auditório Ibirapuera, sendo acompanhado por Naná Vasconcelos, Marlui Miranda, Rodolfo Stroeter e Ola Kvernberg.

## Legado
- Uma sequência de Limite aparece em O Cinema Falado (1986), filme dirigido por Caetano Veloso[5].
- A cantora e compositora Adriana Calcanhoto projeta cenas de Limite durante a canção O Mocho e a Gatinha, no DVD Adriana Partimpim (2004).[5]
- David Bowie escolheu Limite com um dos seus dez filmes preferidos para o High Line Festival, em 2007.[5]
- Em maio de 2007 uma nova versão restaurada de Limite foi apresentada na seção "Clássicos" do Festival de Cannes de 2007, como um dos filmes restaurados pela organização World Cinema Foundation, criada pelo cineasta norte-americano Martin Scorsese[5].